# Ляхович Леокадія Петрівна
Леокадія Петрівна Ляхо́вич (18 грудня 1915, Катеринослав — 8 березня 2000, Київ) — українська художниця; член Спілки радянських художників України з 1956 року. Дружина художника Леоніда Чичкана, мати художника Аркадія Чичкана.

## Біографія
Народилася 18 грудня 1915 року в місті Катеринославі (нині Дніпро, Україна). 1934 року закінчила художній робітфак у Дніпропетровську, де навчалася у Михайла Паніна; упродовж 1934—1938 років продовжила навчання у Харківській художній школі та у 1938—1941 роках — у Харківському художньому інституті, була ученицею Семена Прохорова; 1946 року закінчила Київський художній інститут, де навчалася у Карпа Трохименка.
Протягом 1950—1952 років співпрацювала з київським видавництвом «Радянська школа». Мешкала у Києві в будинку на вулиці Леніна, № 27, квартира № 20 та у будинку на вулиці Мате Залки, № 6-А, квартира № 96. Померла у Києві 8 березня 2000 року.

## Творчість
Працювала в галузі станкового живопису, у реалістичному стилі створювала пейзажі, натюрморти, портрети. Серед рробіт:
- «На Полтавщині» (1949);
- «Над Пслом» (1950);
- «Ілля та Кирило» (1950);
- «Калинка» (1952);
- «Діти» (1954);
- «Квіти» (1954);
- «Настурції» (1960);
- «На студії» (1960);
- «Риби» (1961);
- «Натюрморт» (1967).

Брала участь у республіканських виставках з 1949 року.